# Eitan Tadmor

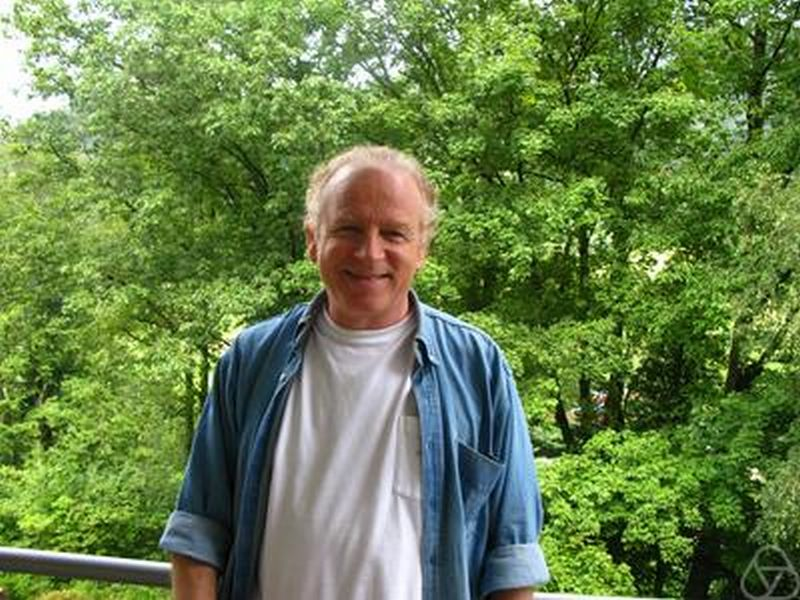
Eitan Tadmor, Oberwolfach 2010

Eitan Tadmor (* 1954) ist ein israelischer Mathematiker, der sich mit Numerik und Theorie Partieller Differentialgleichungen (PDE) sowie mit wissenschaftlichem Rechnen befasst.

## Leben und Werk
Tadmor besuchte schon als Schüler in Tel Aviv Anfang der 1970er Jahre Universitätskurse bei Gideon Zwas und Moshe Goldberg, erwarb 1975 sein Mathematik-Diplom und wurde 1978 an der Universität Tel Aviv bei Saul Abarbanel promoviert (Scheme-Independent Stability Criteria for Difference Approximations to Hyperbolic Initial Boundary Value Systems). Danach war er als Post-Doktorand bei Heinz-Otto Kreiss am California Institute of Technology und am ICASE (Institute for Computer Applications in Science and Engineering) im Langley-Forschungszentrum der NASA. Er war 1983 bis 1998 Professor an der Universität Tel Aviv und ab 1995 an der University of California, Los Angeles, an dem er einer der Gründer und Ko-Leiter des Institute for Pure and Applied Mathematics (IPAM) der National Science Foundation war (2000/2001 als Direktor). Er ist Professor an der University of Maryland in College Park und dort Direktor des Center for Scientific Computation and Mathematical Modeling (CSAMM) und Distinguished University Professor.
In den 1970er Jahren befasste er sich mit der Stabilität verschiedener Näherungsverfahren für Anfangswertprobleme linearer multidimensionaler hyperbolischer Systeme und er führte numerische Viskositätskoeffizienten in Finite-Differenzenverfahren und deren Stabilitätsanalyse ein. Dabei arbeitete er unter anderem mit Stanley Osher zusammen. Er führte auch Viskosität in Spektralmethoden ein (Spectral Viscosity, SV).
Er entwickelte als Erster um 1990 hochauflösende nicht-oszillierende Verfahren (central schemes) für multidimensionale Erhaltungssätze (Nessyahu-Tadmor und Kurganov-Tadmor Methode). Sie gehören zu den Finiten-Volumen-Verfahren.
Mit Pierre-Louis Lions und Benoît Perthame untersuchte er den Zusammenhang zwischen makroskopischen Gleichungen (wie der Euler-Gleichungen der Hydrodynamik) und kinetischer Theorie.
Mit S. Engelberg und H. Liu fand er ein kritisches Schwellverhalten in den Anfangsbedingungen für globale Regularität der Lösungen bei hyperbolisch-elliptischen PDE wie den Euler-Poisson-Gleichungen, später auch bei anderen Gleichungen gefunden (wie Euler-Gleichung mit Coriolis-Kraft, wo die Rotation die Bildung von Singularitäten in endlicher Zeit verhindert).
Er ist Fellow der American Mathematical Society. Er war Invited Speaker auf dem Internationalen Mathematikerkongress 2002 in Peking (High resolution methods for time dependent problems and piecewise smooth solutions). Er hielt 2000 die DiPerna-Vorlesung. Tadmor ist als Gibbs Lecturer 2022 vorgesehen. Für 2022 erhielt er den Norbert-Wiener-Preis der American Mathematical Society zugesprochen. Ebenfalls 2022 wurde Tadmor zum auswärtigen Mitglied der Academia Europaea gewählt.

## Schriften
- A review of numerical methods for nonlinear partial differential equations. Bulletin AMS, Band 49, 2012, S. 507–554.
- Stability analysis of finite-difference, pseudospectral and Fourier-Galerkin approximations for time-dependent problems. SIAM Rev., 29, 1987, S. 525–555.
- Entropy stability theory for diefference approximations of nonlinear conservation laws and related time dependent problems, Acta Numerica, 2003, S. 451–512.